# 香川県道44号円座香南線
香川県道44号円座香南線（かがわけんどう44ごう えんざこうなんせん）は、香川県高松市を通る県道（主要地方道）である。

## 概要
新道区間：香川県高松市中間町（中間橋南交差点） - 香川県高松市香南町由佐（本線とは直接つながっていない）
新道区間は当初、地域高規格道路の高松空港連絡道路として、高松空港と高松自動車道を結ぶ目的で一般部と専用部が計画されていたが、香川県の財政難により専用部は部分的なものとなった。2022年4月の香南工区の開通により、高松空港から高松西IC・高松檀紙ICのそれぞれ手前までほぼ一本道となった。

### 路線データ
- 本線
  - 起点：香川県高松市円座町字永井818番1地先（成合大橋西交差点・国道32号交点）
  - 終点：香川県高松市香南町岡（岩崎橋南交差点・国道193号交点）
- バイパス
  - 起点：香川県高松市中間町字東井坪470番4地先（中間橋南交差点・県道12号三木国分寺線交点）【北緯34度17分38.7秒 東経133度59分42.0秒 / 北緯34.294083度 東経133.995000度】
  - 終点：香川県高松市香南町由佐字三ノ原1523番地地先【北緯34度14分11.7秒 東経134度0分38.4秒 / 北緯34.236583度 東経134.010667度】[1]

## 歴史
- 1993年（平成5年）5月11日 - 建設省から、県道円座香南線が円座香南線として主要地方道に指定される[2]。
- 1994年（平成6年）4月1日 - 香川県が整理番号を44に変更。
- 2011年（平成23年）3月 - 中間工区の側道が全線開通[3]。
- 2018年（平成30年）3月4日 - 中間工区の西山崎高架橋を含む高架区間延長1.0 kmが開通[3]。
- 2018年度（平成30年度） - 香南工区事業化[4]。
- 2022年（令和4年）4月12日 - 香南工区の香南町内の延長1.2 kmが開通[4]。香川県道174号千疋高松線バイパスの一部を編入[5]。

## 路線状況
一般部の中間橋西交差点から西山崎交差点の間は2008年3月にほとんど完成していたが、開通は2009年1月にずれ込んだ。2018年3月に国道32号・高松琴平電気鉄道琴平線を跨ぐ区間が高架化された。

### 名称・愛称
- 由佐街道（高松市：本線）
- 空港連絡道路（高松市：バイパス)

### 重複区間

#### 本線
- 国道193号（国道492号重複）（香川県高松市香南町岡・専妙寺前 - 香川県高松市香南町岡・香南町清水交差点）

#### バイパス
- 香川県道178号山崎御厩線（香川県高松市西山崎町 ・山崎八幡神社前交差点 - 香川県高松市西山崎町・新西山崎交差点）
- 香川県道174号千疋高松線バイパス（香川県高松市岡本町・川岡交差点 - 香川県高松市香南町池内）

### 都市計画道路指定
- 高松市
  - 郷東岡本線 中間橋西交差点（バイパス） - 川岡交差点 （バイパス）

## 地理

### 通過する自治体
- 高松市

### 交差する道路

#### 本線
- 国道32号・香川県道282号高松琴平線（香川県高松市円座町・成合大橋西交差点）
- 香川県道12号三木国分寺線（香川県高松市円座町・東永井交差点）
- 香川県道170号岡本香川線（香川県高松市川部町・新川部交差点）
- 香川県道174号千疋高松線（香川県高松市川部町・上川部交差点）
- 香川県道13号三木綾川線（香川県高松市香南町由佐・新由佐交差点）
- 香川県道45号高松空港線（香川県高松市香南町岡・奥谷交差点）
- 国道193号（国道492号重複）（香川県高松市香南町岡・専妙寺前）
- 国道193号（国道492号重複）（香川県高松市香南町岡・香南町清水交差点）
- 国道193号（香川県高松市香南町岡・岩崎橋南交差点、終点）

#### バイパス
- 香川県道12号三木国分寺線・香川県道178号山崎御厩線（香川県高松市中間町・中間橋西交差点、起点）
- 香川県道178号山崎御厩線（香川県高松市西山崎町 ・山崎八幡神社前交差点）
- 国道32号（香川県高松市西山崎町・新西山崎交差点）
- 香川県道282号高松琴平線（香川県高松市西山崎町・西山崎交差点）
- 香川県道170号岡本香川線（香川県高松市岡本町・川岡交差点）
- 香川県道174号千疋高松線バイパス（香川県高松市香南町池内）
- 香川県道174号千疋高松線（香川県高松市香南町池内）
- 香川県道13号三木綾川線（香川県高松市香南町池内・尾池原交差点）